# Кінотавр 2017
28-й Кінотавр проходив з 7 по 14 червня 2017 року.

## Журі
- Євген Миронов, актор — голова журі;
- Олександр Веледінський, режисер;
- Ігор Грінякін, оператор;
- Ненсі Конді, Киновед, професор Університету Піттсбурга;
- Ігор Мішин, продюсер;
- Юлія Пересільд, актриса;
- Олександр Родіонов, сценарист.

## Офіційна програма

### Основний конкурс
- «Аритмія», реж. Борис Хлєбніков;
- «Близькі», реж. Ксенія Зуєва;
- «Блокбастер», реж. Роман Волобуєв;
- «Голова. Два вуха», реж. Віталій Суслин;
- «Пали!», реж. Кирило Плетньов;
- «Заручники», реж. Резо Гігінешвілі;
- «Мертвим пощастило», реж. Вадим Валіуллін;
- «Міфи», реж. Олександр Молочников;
- «Ополонку», реж. Андрій Сильвестров;
- «Рок», реж. Іван Шахназаров;
- «Скоро все скінчиться», реж. Олексій Рибін;
- «Тіснота», реж. Кантемир Балага;
- «Три сестри», реж. Юрій Гримов;
- «Турецьке сідло», реж. Юсуп Разиков.

### Фільм відкриття
- «Холодне танго», реж. Павло Чухрай.

### Фільм закриття
- «Про любов. Тільки для дорослих», реж. Нігини Сайфуллаєвої, Павло Румінов, Наталя Меркулова, Резо Гігінешвілі, Євген Шелякін, Олексій Чупов, Анна Мелікян.

## Нагороди[2]
- Головний приз: «Аритмія», реж. Борис Хлєбніков;
- Приз за кращу режисуру: Резо Гігінешвілі, «Заручники»;
- Приз за кращу жіночу роль: Інга Оболдіна, «Жги!»;
- Приз за кращу чоловічу роль: Олександр Яценко, «Аритмія»;
- Приз за кращу операторську роботу: Владислав Опельянц, «Заручники»;
- Приз ім. Г. Горіна «За кращий сценарій»: Віталій Суслин, Іван Лашин, «Голова. два вуха»;
- Приз ім. М. Таривердієва «За кращу музику до фільму»: «Турецьке сідло»;
- Приз конкурсу "Кінотавр. Дебют ": «Тіснота», реж. Кантемир Балага.

## Інші Кінотаври
- Попередній Кінотавр 2016;
- Наступний Кінотавр 2018.